# والتر اوتا
والتر اوتا (انگلیسی: Walter Otta؛ زادهٔ ۱۲ دسامبر ۱۹۷۳) بازیکن فوتبال اهل آرژانتین است.
از باشگاه‌هایی که در آن بازی کرده‌است می‌توان به باشگاه فوتبال خرز، باشگاه فوتبال اونیائو، باشگاه فوتبال والسال، باشگاه فوتبال فورتونا دوسلدورف، باشگاه فوتبال بلومینگ، و باشگاه ورزشی ناسیونال اشاره کرد.